# Новозелёное
Новозелёное (укр. Новозелене) — село на Украине, находится в Новоград-Волынском районе Житомирской области.
Население по переписи 2001 года составляет 160 человек. Почтовый индекс — 11747. Телефонный код — 4141. Занимает площадь 0,85 км².

## Адрес местного совета
11747, Житомирская область, Новоград-Волынский р-н, с. Тупальцы